# Vicariato apostólico de las Islas San Pedro y Miquelón
El vicariato apostólico de las Islas San Pedro y Miquelón (en latín: Vicariatus Apostolicus Insularum Sancti Petri et Miquelonensis y en francés: Vicariat apostolique de Saint-Pierre et Miquelon) fue una circunscripción eclesiástica de la Iglesia católica en Francia. Se trataba de un vicariato apostólico latino, inmediatamente sujeto a la Santa Sede. Fue suprimido el 1 de marzo de 2018.

## Territorio y organización

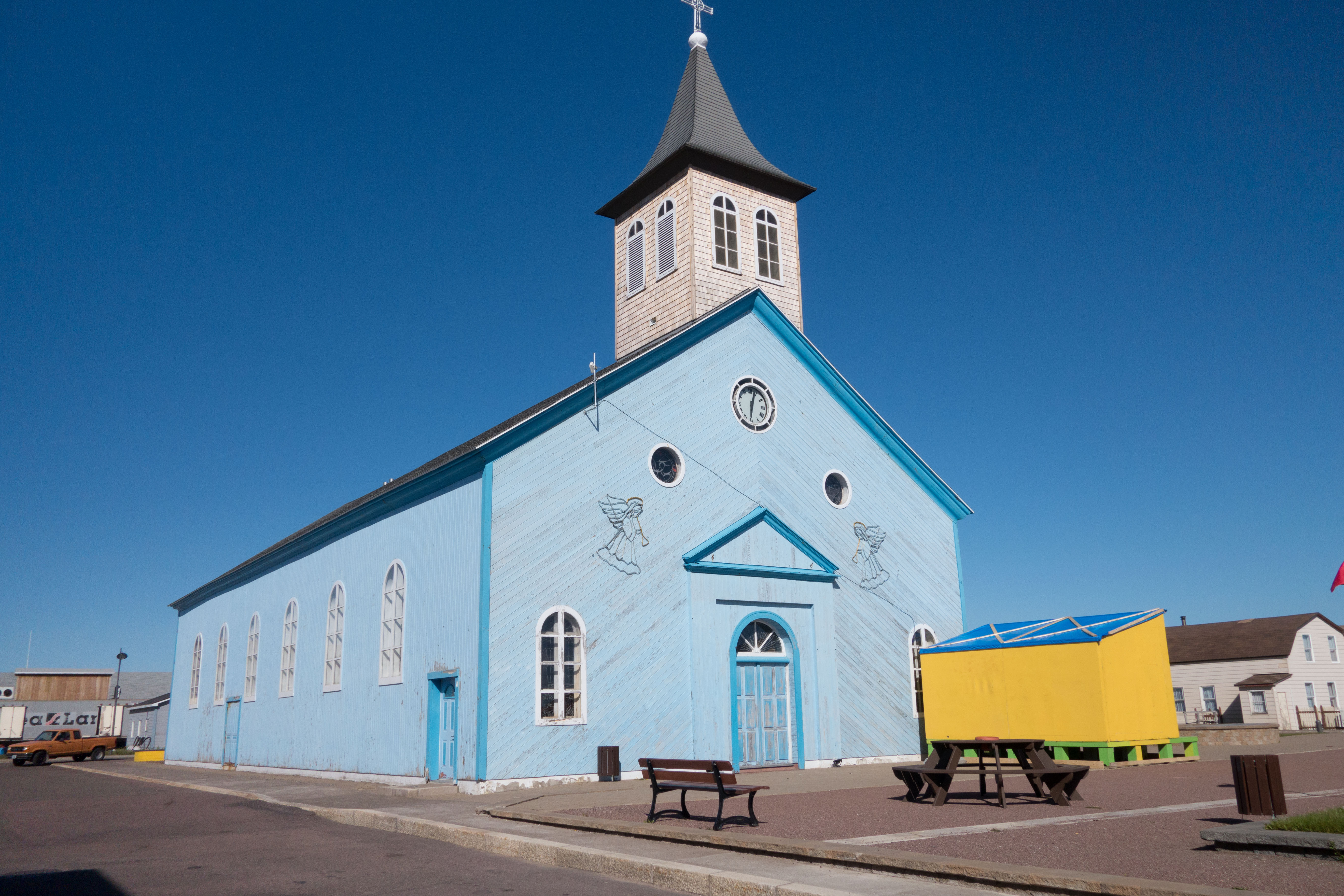
Iglesia de Nuestra Señora de Ardilliers, en Miquelón-Langlade

El vicariato apostólico extendía su jurisdicción sobre los fieles católicos de rito latino residentes en la colectividad de ultramar de San Pedro y Miquelón.
La sede del vicariato apostólico se encontraba en la ciudad de San Pedro, en donde se halla la excatedral de San Pedro.
En 2017 en el vicariato apostólico existían 2 parroquias: la Catedral de San Pedro y la iglesia de Nuestra Señora de Ardilliers, en Miquelón-Langlade.

## Historia
Luego de la cesión de Nueva Francia al Reino Unido por el Tratado de París, la prefectura apostólica de las Islas de San Pedro y Miquelón fue erigida en 1763, tomando su territorio de la diócesis de Quebec (hoy arquidiócesis de Quebec).
El 16 de noviembre de 1970 la prefectura apostólica fue elevada a vicariato apostólico mediante la bula Catholicae Ecclesiae del papa Pablo VI.
Mediante el decreto La situation ecclésiale de la Congregación para la Evangelización de los Pueblos del 1 de marzo de 2018, que entró en vigor el 10 de marzo siguiente, el vicariato apostólico fue suprimido y fusionado con la diócesis de La Rochelle, de la cual pasó a ser un decanato.

## Estadísticas
Según el Anuario Pontificio 2018 el vicariato apostólico tenía a fines de 2017 un total de 5550 fieles bautizados.
| Año                                                                             | Población            | Población | Población      | Sacerdotes | Sacerdotes    | Sacerdotes    | Bautizados por sacerdote | Diáconos permanentes | Religiosos | Religiosos | Parroquias |
| Año                                                                             | Bautizados católicos | Total     | % de católicos | Total      | Clero secular | Clero regular | Bautizados por sacerdote | Diáconos permanentes | Varones    | Mujeres    | Parroquias |
| ------------------------------------------------------------------------------- | -------------------- | --------- | -------------- | ---------- | ------------- | ------------- | ------------------------ | -------------------- | ---------- | ---------- | ---------- |
| 1963                                                                            | 5228                 | 5248      | 99.6           | 6          |               | 6             | 871                      |                      | 18         |            | 3          |
| 1967                                                                            | 5260                 | 5285      | 99.5           | 8          | 3             | 5             | 657                      |                      | 5          | 17         | 2          |
| 1976                                                                            | 5860                 | 5910      | 99.2           | 6          | 1             | 5             | 976                      |                      | 6          | 15         | 3          |
| 1980                                                                            | 6250                 | 6332      | 98.7           | 4          |               | 4             | 1562                     |                      | 4          | 14         | 3          |
| 1990                                                                            | 6155                 | 6200      | 99.3           | 4          | 1             | 3             | 1538                     |                      | 3          | 10         | 3          |
| 1997                                                                            | 6215                 | 6255      | 99.4           | 2          |               | 2             | 3107                     |                      | 2          | 7          | 3          |
| 2000                                                                            | 6310                 | 6316      | 99.9           | 2          |               | 2             | 3155                     |                      | 2          | 7          | 2          |
| 2001                                                                            | 6312                 | 6326      | 99.8           | 2          |               | 2             | 3156                     |                      | 2          | 7          | 2          |
| 2002                                                                            | 6309                 | 6321      | 99.8           | 2          |               | 2             | 3154                     |                      | 2          | 7          | 2          |
| 2003                                                                            | 6314                 | 6330      | 99.7           | 2          |               | 2             | 3157                     |                      | 2          | 7          | 2          |
| 2004                                                                            | 6300                 | 6325      | 99.6           | 2          |               | 2             | 3150                     |                      | 2          | 6          | 2          |
| 2010                                                                            | 5989                 | 6020      | 99.5           | 2          |               | 2             | 2994                     |                      | 2          | 7          | 2          |
| 2014                                                                            | 5900                 | 6185      | 95.4           | 2          |               | 2             | 2950                     |                      | 2          | 6          | 2          |
| 2016                                                                            | 5900                 | 6250      | 94.4           | 2          |               | 2             | 2950                     |                      | 2          | 6          | 2          |
| 2017                                                                            | 5550                 | 6200      | 89.5           | 2          |               | 2             | 2775                     |                      | 2          | 6          | 2          |
| Fuente: Catholic-Hierarchy, que a su vez toma los datos del Anuario Pontificio. |                      |           |                |            |               |               |                          |                      |            |            |            |

## Episcopologio
- Girard, C.S.Sp. † (22 de enero de 1766-1767)
- Julien-François Becquet, C.S.Sp. † (28 de abril de 1767-1775 renunció)
- Jean de Longueville † (1788-1793 renunció)
- James Louis O'Donel, O.F.M.Obs. † (22 de enero de 1796-1 de enero de 1807 renunció)
- Olivier † (1816-7 de septiembre de 1842 renunció)
- Amator Charlot, C.S.Sp. † (1842-1853)
- Jean-Marie Le Helloco, C.S.Sp. † (22 de junio de 1853-1866 renunció)
- Letournoux † (13 de diciembre de 1866-1892 renunció)
- Tibéri † (1892-1899)
- Christophe-Louis Légasse † (14 de noviembre de 1899-6 de diciembre de 1915 nombrado obispo de Orano)
- Giuseppe Oster, C.S.Sp. † (1916-1922 falleció)
- Charles Joseph Heitz, C.S.Sp. † (9 de noviembre de 1922-1933 renunció)
- Alfonso Poisson, C.S.Sp. † (1933-1945 falleció)
- Raimondo Enrico Martín, C.S.Sp. † (23 de noviembre de 1945-1966)
- François Joseph Maurer, C.S.Sp. † (17 de mayo de 1966-17 de febrero de 2000 retirado)
- Lucien Prosper Ernest Fischer, C.S.Sp. (17 de febrero de 2000-19 de junio de 2009 retirado)
- Pierre-Marie François Auguste Gaschy, C.S.Sp. (19 de junio de 2009-1 de marzo de 2018 retirado)